# Natalia Rodríguez (aktorka)
Natalia Rodríguez Arroyo (ur. 7 maja 1992 w Madrycie) – hiszpańska aktorka.

## Filmografia[2]
- Pudor (2007) jako Marisa
- El pacto (2010, miniserial) jako Carol
- La pecera de Eva (2010, serial) jako Blanca
- El perfecto desconocido (2011) jako Celia
- El Capitán Trueno y el Santo Grial (2011) jako Venus
- Intruzi (2011) jako Babysitter
- La montaña rusa (2012) jako Maquilladora
- Los protegidos (2012, serial) jako Michelle
- Tormenta (2013, miniserial) jako Mia
- O trzy wesela za dużo (2013) jako Montaña
- La que se avecina (2014)
- Terrario (2014)
- Amar en tiempos revueltos (2015, serial) jako Leonor Gómez Sanabria
- Una cita de mierda (2015, film krótkometrażowy)
- Yo quisiera (2015–2018, serial) jako María
- Todo es de color (2016) jako Mar
- Last Star (2017, film krótkometrażowy) jako Ella
- Traición (2017–2018, serial) jako Claudia Fuentes
- El punto frío (2018, serial) jako Rocío
- Niña de trapo (2018, film krótkometrażowy) jako kierowca
- La sala (2019, serial) jako Sara Sibilio
- Hospital Valle Norte (2019, serial) jako Leticia
- Picadero (2019, film krótkometrażowy) jako Andrea
- Pełne morze (Alta mar, 2019–2020, serial) jako Natalia